# آدم غرينوالد
آدم غرونوالد (ولد في 20 أكتوبر 1902 في Frickenhausen am Main - توفي 22 يناير 1945 في فيسبرم ) كان ضابطًا ألمانيًا في شوتزشتافل وقائد معسكر اعتقال نازي.
نجل نجار توفي عندما كان في الثامنة من عمره، تدرب غرونيوالد كخباز ولكنه وجد صعوبة في الحصول على عمل عندما انتهت الحرب العالمية الأولى ودخل الجنود المسرحين سوق العمل.  انجذب إلى الدعاية القومية السائدة في ذلك الوقت انضم إلى فرايكوربس قبل التوقيع مع الجيش لمدة 12 عامًا. ترك الجيش كرقيب أول في أبريل 193 ، ناضل مرة أخرى للعثور على عمل، وانضم إلى كتيبة العاصفة. صعد إلى رتبة أوبرستورمبانفورر في كتيبة العاصفة قبل التحول إلى الإس إس بعد فترة وجيزة من ليلة السكاكين الطويلة.
في عام 1943 خلف كارل شميليفسكي كقائد لمعسكر اعتقال سيرتوخيمبوس. ولكن مثل سلفه تمت تنحيته أيضًا. حاول إدانته بالتسبب في وفاة السجناء بالوحشية الزائدة عن مأساة القبو،  وحُكم على غرونوالد بالسجن لمدة 15 عامًا ، ولكن تم العفو عنه فيما بعد.  أنهى الحرب مع فرقة بانزر إس إس توتنكوبف الثالثة وتوفي خلال هجوم مضاد ألماني في حصار بودابست. كانت رتبته النهائية قائد وحدة الاعتداء. 